# Momchil
Momchil (en búlgaro: Момчил, griego: Μομ[ι]τζίλος o Μομιτζίλας; aprox. 1305-7 de julio de 1345) fue un líder militar y gobernante local búlgaro. Inicialmente un miembro de un grupo de bandidos en la frontera entre el Imperio búlgaro, el Imperio bizantino y el Reino de Serbia, había sido reclutado por los bizantinos como mercenario. A pesar de su oportunista participación en la guerra civil bizantina de 1341-1347, en la cual alternaba entre los dos bandos del conflicto, se convirtió en el gobernante de un gran territorio a los pies de las montañas Ródope y en la Tracia Occidental.
Momchil consiguió diversas victorias iniciales contra turcos y bizantinos, incendiando sus navíos y casi llegando a matar a uno de sus principales oponentes en ese momento, el emperador bizantino Juan Cantacuceno. A pesar de esto, fue derrotado y muerto por un ejército combinado turco-bizantino en 1345. Por su oposición frente a los turcos musulmanes, es recordado en las leyendas populares de los eslavos como un guerrero contra su invasión de los Balcanes.

## Bandolerismo y guerra civil
Relatos contemporáneos o próximos a su época describen a Momchil «como de apariencia imponente», alto como dos hombres y, en palabras de un poeta turco, «parecido a un minarete». Según una de esas fuentes, habría nacido en la frontera entre los búlgaros y los serbios, que en ese entonces era la zona de las montañas Ródope y Pirin. Los registros otomanos del siglo xv parecen corroborar la afirmación de que naciera en esta región, ya que indican que su nombre era muy popular en ese lugar. Existen algunas leyendas que vinculan su lugar de nacimiento con una localidad en particular como, por ejemplo, el pueblo de Fakia —en la zona montañosa de Istranca— aunque no hay prueba alguna que las confirme. Su humilde infancia fue el principal motivo por el cual se unió a un grupo de bandidos (haiduques) que actuaban en la frontera poco vigilada de las tres grandes potencias locales, el Imperio bizantino, el Imperio búlgaro y el Reino de Serbia.
Perseguido por las autoridades búlgaras, Momchil huyó a Bizancio, donde se hallaba ya en 1341 y donde fue aceptado como mercenario al servicio del emperador Andrónico III Paleólogo, recibiendo la misión de proteger los mismos territorios que antes había saqueado. Sin embargo, sus actividades como bandido no cesaron, ya que realizaba incursiones de saqueo contra las tierras búlgaras regularmente, lo que afectaba negativamente a las relaciones búlgaro-bizantinas. Sintiéndose incómodo entre los bizantinos y «detestado por los búlgaros», desertó y huyó a Serbia para servir a su rey, Esteban Dušan. Ahí, formó una compañía de dos mil hombres de confianza entre los que se contaban tanto búlgaros como serbios.
Durante la guerra civil bizantina de 1341-1347, Momchil se unió a las fuerzas de Juan Cantacuceno, que tal vez lo había conocido durante su huida a Serbia en 1342, a inicios de la guerra. En 1343, según los deseos de la población local, Juan le concedió la gobernación de Merope (región histórica entre el norte de Grecia y el sur de Bulgaria), a los pies de las montañas Ródope, que era virtualmente una tierra de nadie plagada de bandidos eslavos nómadas. En palabras del propio emperador, había hecho esto porque «el que [Momchil] fuese de la misma raza que esos nómadas facilitaría su trabajo, pero también porque no le faltaba coraje y audacia en batalla, y era un gran especialista en robar y saquear». Como gobernador de Merope, reunió un ejército de trescientos caballeros y cinco mil peones de diferentes nacionalidades. Aunque se consideraba capaz de enfrentarse a cualquier bando en la guerra bizantina, apoyó a Cantacuceno en sus campañas de 1344, junto con las fuerzas turcas de Umur Beg, emir de Aydin (ciudad de la actual Turquía).

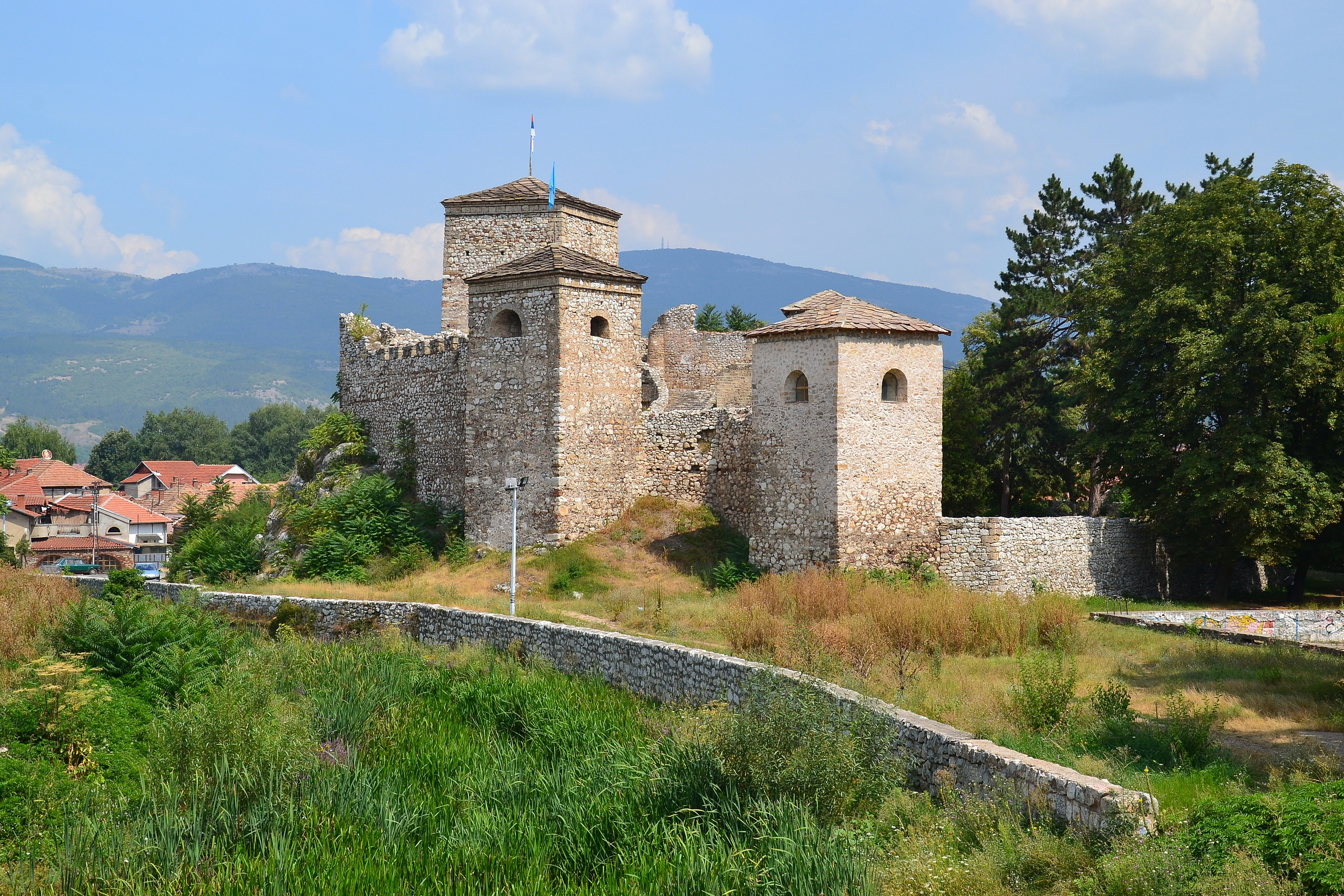
La fortaleza de Pirot, remozada en el siglo xiv por Momchil.

Posteriormente, Momchil recibió a los enviados del rival de Cantacuceno, la regencia de Constantinopla, quienes le convencieron de cambiar de bando. Creyendo que Juan y sus aliados del emirato de Aydin se hallaban en la lejana Tracia Oriental, atacó una flota turca de quince navíos cerca de Porto Lagos (en Grecia) y hundió tres de ellos. Luego derrotó a la fuerza que llegó para castigarle cerca de la fortaleza de Periteorion (también en Grecia) y saqueó las ciudades de la región que se rehusaban a rendirse. Después, junto con mil hombres a caballo atacó a Cantacuceno, que había acampado cerca de la ciudad griega de Komotini con apenas sesenta jinetes para protegerlo. Los bizantinos fueron completamente derrotados: el caballo del emperador murió y él mismo recibió un fuerte golpe en la cabeza. Juan se salvó únicamente de morir debido a su casco. Momchil capturó a muchos de los hombres del emperador, pero no a su caudillo, quien consiguió escapar durante la refriega.
Sin embargo, poco después, Momchil envió mensajeros a Juan para solicitar que lo perdonara. Este, ansioso por evitar su enemistad —lo que hubiese abierto otro frente en su retaguardia—, lo perdonó a cambio de promesas de buen comportamiento, concediéndole inclusive el título de gobernador (sebastocrátor). A pesar de ello, continuó teniendo relaciones con la regencia y consiguió de la emperatriz bizantina Ana de Saboya el título de señor (déspota).

## Gobierno y muerte

Los Balcanes en 1340, el Estado de Momchil puede verse en el mapa, en torno a Xanthi.

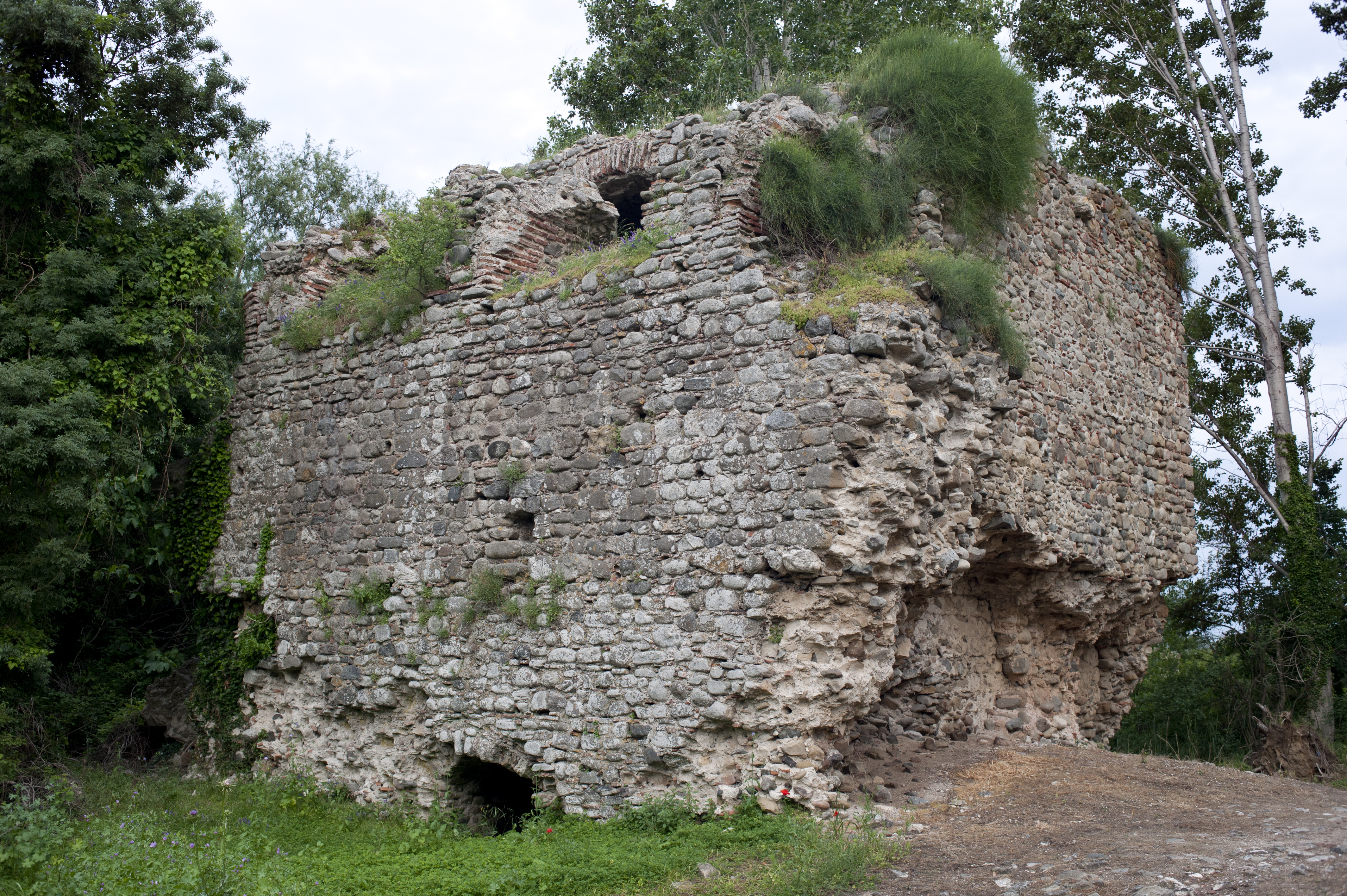
Fortificaciones en Periteorion cerca de Amaxades, noreste de Grecia, lugar donde Momchil murió.

En el verano de 1344, Momchil finalmente rompió con ambas partes y se separó del Imperio bizantino. Se proclamó gobernante independiente en la zona del Ródope y la costa del mar Egeo, «capturando ciudades y pueblos, y mostrándose todopoderoso e invencible». Con su ejército capturó la ciudad de Xánthi en Grecia, que se convirtió en la capital de sus dominios. El historiador búlgaro Plamen Plavov cree que tenía buenas relaciones con el zar de Bulgaria, Iván Alejandro, con quien compartía una larga frontera, y supone que los dos pudieron haber actuado coordinadamente contra Bizancio.
A finales de la primavera de 1345, sin embargo, Cantacuceno, reforzado con veinte mil soldados de Aydin acaudillados por Umur Beg, marchó contra el rebelde búlgaro. Tratando de evitar el enfrentamiento, este pidió nuevamente el perdón y ofreció someterse al emperador, pero el bizantino esta vez se rehusó.
Los dos ejércitos se encontraron en Periteorion (cerca de Xánthi) el 7 de julio de 1345. Momchil intentó refugiarse tras las murallas de la ciudad (aunque los académicos todavía debaten si ya la tenía controlada), pero la población local se negó a ayudarlo, permitiendo solamente la entrada de Rayko, un primo suyo, y de cincuenta hombres, gesto que creían que sería capaz de convencerlo de no tomar venganza contra la ciudad en caso de ganar la batalla. En el enfrentamiento que siguió frente a los muros, las fuerzas de Momchil aprovecharon las fortificaciones en ruinas como primera línea de defensa, con las murallas de la ciudad a sus espaldas.
Después de que las tropas de vanguardia turcas hubieran cruzado las fortificaciones y lidiado con los defensores búlgaros de estas, comenzaron a saquear los alrededores. Pero, para sorpresa de Cantacuceno y Umur, la mayoría de los hombres del búlgaro habían permanecido junto a las murallas y todavía no se habían sumado a la lucha. Cuando las fuerzas enemigas avanzaron hacia ellos, Momchil lanzó finalmente al grueso de sus tropas al ataque. Los tiradores turcos eliminaron prontamente a sus jinetes y la caballería pesada enemiga rodeó por tres lados al resto de sus fuerzas. La lucha continuó hasta la muerte de Momchil.
Por respeto a Momchil, Cantacuceno perdonó a su esposa, una búlgara que había capturado cuando conquistó Xánthi, y le permitió huir a Bulgaria con sus posesiones. Sin embargo, se desconoce si tuvo hijos de este matrimonio o del anterior. Pavlov propone que la esposa de Momchil era una noble procedente de la capital búlgara, Tarnovo, y que se habría casado con él como parte de un acuerdo entre este y la corte búlgara.

## Momchil en la cultura popular
Tanto el folclore búlgaro como el folclore eslavo meridional en general, glorifican a Momchil en numerosos cantos y cuentos épicos en los que se le describe como un bandido defensor del pueblo y un guerrero excepcional contra los turcos. De hecho, algunos de los más antiguos cantos heroicos de la tradición popular búlgara tratan sobre sus hazañas. En ellos, Momchil, al que se trata de duque, aparece como el tío del príncipe Marko, otra figura legendaria de la poesía épica, también campeón contra los turcos. En la versión folclórica de su última batalla, su esposa —y no el pueblo de Periteorion— lo traiciona y causa su muerte. Por otro lado, se describe a la hermana legendaria de Momchil, Yevrosima, como madre de Marko y una gran influencia para él.
La ciudad de Momchilgrad y el pueblo de Momchilovtsi, en el sur de Bulgaria, y también el Pico Momchil en la isla Greenwich, parte de las islas Shetland del Sur en la Antártida, fueron bautizados en su honor. Su vida fue la base para una pieza de ópera, llamada Momchil y escrita por el compositor búlgaro Lyubomir Pipkok. La biografía de Momchil también inspiró en 1988 un cómic para niños, El Señor de Merope, que narra una versión en gran parte ficticia de su historia.